# Metossiflurano
Il Metossiflurano (DCI), che fu commercializzato come Penthrane da Abbott Laboratories, è un etere alogenato introdotto negli anni sessanta da Joseph Artusio come anestetico inalatorio, e andato in disuso nei tardi anni settanta.
Viene sintetizzato per la prima volta nei tardi anni quaranta da William Miller e dal suo team di chimici, in seguito alla loro partecipazione al progetto Manhattan.
Il metossiflurano è un agente anestetico estremamente potente e altamente liposolubile, caratterizzato da una lenta induzione (tempo necessario al farmaco per fare effetto) e un'altrettanto lenta eliminazione.
Non è infiammabile, ha effetti emodinamici relativamente lievi e non predispone il cuore ad aritmie; è comunque un efficace sedativo respiratorio.
Il metossiflurano ha forti proprietà analgesiche (antidolorifiche) a dosi inferiori rispetto a quelle utilizzate come anestetico.
La biodegradazione del metossiflurano produce fluoruro e acido dicloroacetico; l'effetto combinato di questi due componenti potrebbe essere responsabile della tossicità del metossiflurano in alcuni dei principali organi del corpo umano.

Il metossiflurano, nel 1973, è stato dichiarato:
- nefrotossico (crea danni ai reni), per concentrazioni dipendenti alla personale risposta dell'organismo;
- epatotossico (crea danni al fegato), per dosi equivalenti all'uso come anestetico;

il farmaco è quindi stato abbandonato come anestetico generale nella fine degli anni settanta. Nel 1999, il produttore ha interrotto la distribuzione del metossiflurano negli Stati Uniti e nel Canada, e il 6 settembre 2005, la Food and Drug Administration (FDA) ha stabilito fosse necessario ritirare il farmaco dal mercato per problemi di sicurezza.

Il farmaco viene comunque attualmente utilizzato in Australia come analgesico di emergenza per il trattamento iniziale di dolore acuto a causa di traumi, così come per brevi procedure dolorose, come ad esempio cambiare medicazione a una ferita o per il trasporto di feriti.

## Uso medico
Il metossiflurano, a partire dagli anni settanta, è stato largamente usato in Australia come analgesico di emergenza, principalmente da parte delle Forze di Difesa Australiane e Neo Zelandesi, nonché sulle Ambulanze Australiane.
Il farmaco è attualmente disponibile da un solo produttore (Medical Developments International, Melbourne, Victoria, Australia); viene auto-somministrato a bambini e adulti tramite l'inalatore Penthrox, un dispositivo di inalazione portatile.
Alternativa non oppioide alla morfina e di utilizzo più semplice rispetto al protossido di azoto, nel 2010 il metossiflurano è stato elencato nel PBS (sigla di Pharmaceutical Benefits Scheme, programma del governo australiano che fornisce farmaci sovvenzionati ai residenti in Australia) per il trattamento iniziale del dolore causato da trauma acuto, così come per brevi procedure dolorose, come ad esempio il cambio di medicazioni o il trasporto di pazienti.

Un dispositivo di inalazione Penthrox, monouso e portatile, in concomitanza a un singolo flaconcino in vetro marrone da 3 mL di metossiflurano, viene fornito nei kit medici, consentendo ai pazienti emodinamicamente stabili e coscienti (compresi i bambini di età superiore ai 5 anni) di auto-somministrarsi il farmaco, sotto sorveglianza.

Il dispositivo, a causa del suo aspetto, viene spesso indicato come il "fischietto verde".
Ogni dose da 3 mL dura approssimativamente 30 minuti; l'attenuazione del dolore ha inizio dopo circa 6 - 8 respiri e continua anche per diversi minuti successivi all'inalazione.
La dose massima raccomandata è di 6 mL al giorno o 15 mL a settimana (non utilizzate in giorni consecutivi), a causa del rischio di nefrotossicità per accumulo di sostanza.
Nonostante la possibilità di insufficienza renale (se usato in dosi equivalenti all'uso come anestetico), nessun effetto collaterale significativo è stato riportato in letteratura se utilizzato in dosi fino a 6 mL (per produrre analgesia e sedazione).
A causa del rischio di tossicità agli organi, il metossiflurano è controindicato in pazienti con preesistenti malattie renali o con diabete mellito e ne è sconsigliato l'uso in concomitanza a tetracicline, medicinali nefrotossici o farmaci a induzione enzimatica.

## Proprietà chimiche e fisiche

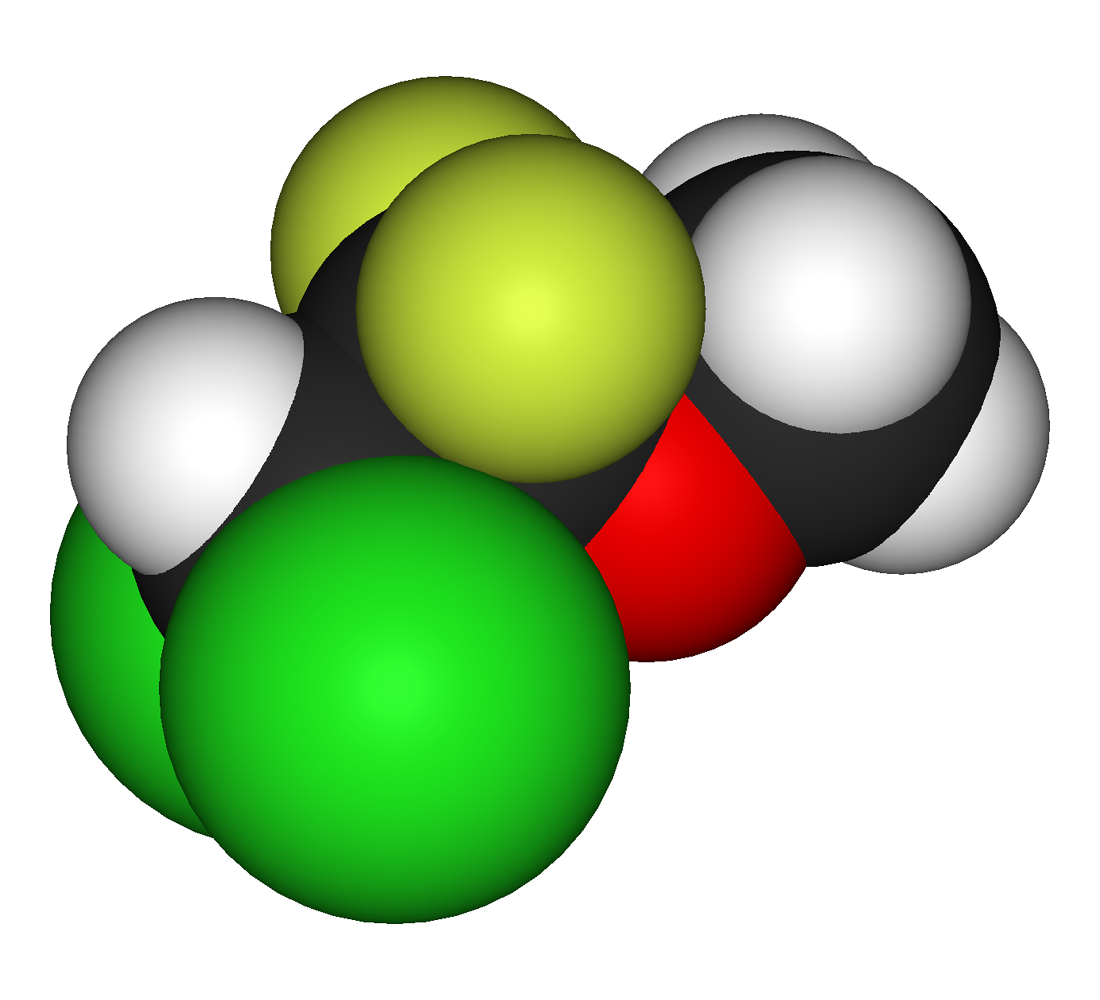
Modello a calotta (struttura tridimensionale della molecola) di metossiflurano

Con formula chimica C3H4Cl2F2O e formula condensata CHCl2CF2OCH3, il nome IUPAC del metossiflurano è 2,2-dicloro-1,1-difluoro-1-metossietano.
È un etere alogenato liquido, limpido, incolore e i suoi vapori hanno un forte aroma fruttato.
È solubile in acqua, etanolo, acetone, cloroformio, etere dietilico, oli vegetali non volatili e gomma naturale.
Con un MAC (acronimo di Minimum Alveolar Concentration) di 0,2%, il metossiflurano risulta essere un potente agente anestetico e un efficace agente analgesico (a concentrazioni molto inferiori).

A causa della bassa volatilità e del suo punto di ebollizione alto (104 °C, 1 atm), il metossiflurano è caratterizzato da una bassa pressione di vapore alle condizioni standard di temperatura e pressione; è quindi abbastanza difficile vaporizzarlo, utilizzando i convenzionali vaporizzatori anestetici.
| Proprietà                                  | Valore       |
| ------------------------------------------ | ------------ |
| MAC                                        | 0,2          |
| Pressione di vapore (20 °C)                | 2999,75 Pa   |
| Coefficiente di ripartizione (Sangue:Gas)  | 12           |
| Coefficiente di ripartizione (Olio:Gas)    | 950          |
| Coefficiente di ripartizione (Olio:Acqua)  | 400          |
| Punto di infiammabilità (Flash point)      | 63 °C        |
| Peso molecolare                            | 164,97 g/mol |
| VLE (equilibrio liquido-vapore)            | 208 mL       |
| Infiammabilità (limite inferiore, in aria) | 7%           |

Il legame carbonio-fluoro, prerogativa di tutti i composti organofluorurati, è il più forte tra i legami chimici dei composti organici. Inoltre, questo legame diventa sempre più corto e forte (aumenta l'energia di dissociazione) per ogni atomo aggiuntivo di fluoro sullo stesso atomo di carbonio; ciò rende i fluoroalcani una categoria di composti organici tra le più stabili.

## Farmacocinetica
Il metossiflurano è caratterizzato da una solubilità lipidica molto alta (il coefficiente di ripartizione olio:gas è di circa 950), ciò gli conferisce una farmacocinetica alquanto lenta, che lo rende non propriamente adatto per applicazioni di routine in ambito clinico.
Studi iniziali effettuati nel 1961 hanno rivelato che, in individui sani, l'induzione dell'anestesia tramite la miscela metossiflurano-ossigeno o metossiflurano-ossigeno-protossido di azoto, risultava difficoltosa o addirittura impossibile, utilizzando i vaporizzatori disponibile all'epoca.
Si è appurato essere necessario somministrare un agente anestetico per via endovenosa (come ad esempio il Pentothal) per assicurare l'efficacia dell'anestesia.
Si è inoltre riscontrato che successivamente all'iniezione, era altresì necessario somministrare protossido di azoto per almeno dieci minuti, prima che una sufficiente quantità di metossiflurano potesse accumularsi nel sistema circolatorio e assicurare così un adeguato livello di anestesia.
Questa metodologia di somministrazione risultava necessaria nonostante venissero utilizzati flussi di protossido di azoto e ossigeno molto alti, con il vaporizzatore che erogava la massima concentrazione possibile di metossiflurano.
Il metossiflurano è caratterizzato inoltre da lentissimi, e talvolta imprevebili, tempi di smaltimento. Durante gli studi del 1961, il tempo medio di eliminazione del farmaco (calcolato dal momento in cui veniva interrotta la somministrazione) dal corpo dei pazienti fu di 59 minuti, a seguito di somministrazioni medie di 87 minuti. Il tempo massimo riscontrato fu di 285 minuti, a seguito di somministrazioni di 165 minuti.

## Farmacodinamica

### Effetti cardiovascolari
Gli effetti del metossiflurano sul sistema circolatorio sono simili a quelli causati dall'etere etilico.
Nei cani, l'anestesia tramite metossiflurano causa una moderata riduzione della pressione arteriosa con minime variazioni della frequenza cardiaca, e nessun effetto significativo su glicemia, adrenalina o noradrenalina.
Sanguinamento e una maggiore pressione parziale arteriosa di anidride carbonica (PaCO2), inducono entrambe ulteriore riduzione della pressione arteriosa, così come aumenti di glucosio nel sangue, adrenalina e noradrenalina.
Negli esseri umani, il metossiflurano causa una certa diminuzione della pressione sanguigna, ma la gittata cardiaca, la gittata sistolica e la resistenza periferica totale sono ridotte solo in minima parte. Il suo effetto sulla circolazione polmonare è trascurabile, e non predispone il cuore ad aritmie cardiache.

### Effetti respiratori
Diversamente dall'etere etilico, il metossiflurano è un potente sedativo delle vie respiratorie.

Nei cani, in dipendenza della dose assunta, causa:
- riduzione della frequenza respiratoria;
- marcata riduzione della ventilazione polmonare;
- relativa riduzione del volume corrente.

Negli esseri umani, quando in seguito a un'anestesia i soggetti tornano a respirare autonomamente, il metossiflurano causa (dipendentemente dalla dose assunta) diminuzione del volume corrente e riduzione della ventilazione polmonare, con frequenza respiratoria relativamente costante.
La conseguenza di questi cambiamenti è una profonda depressione respiratorioa, evidenziata dall'aumento di CO2 nel sangue, con una concomitante riduzione del pH arterioso.

### Effetti gastrointestinali
In una serie consecutiva di 500 donne in gravidanza, Boisvert e Hudon osservarono vomito in 24 pazienti (4,8%) durante o successivamente la somministrazione di anestesia con metossiflurano. Questi risultati sono favorevolmente comparabili con i dati di altri anestetici, quali: ciclopropano (42%), tricloroetilene (28%) e alotano (4,6%).
In un altro studio su 645 pazienti gravide, Romagnoli e Korman osservarono 8 casi (1,2%) di vomito post-parto, uno dei quali però è stato accompagnato da conati di vomito già prima della somministrazione dell'anestetico.

### Effetti analgesici
Sebbene l'alta solubilità del metossiflurano nel sangue sia spesso un fattore indesiderato, risulta utile in alcune situazioni; la sua lunga persistenza nello strato lipidico fornisce una discreta sedazione e analgesia nel periodo post-operatorio.
Ci sono dati importanti per indicare che il metossiflurano è un efficace agente analgesico e sedativo, usato a basse dosi.
L'auto-somministrazione controllata può portare rapidamente a profonda sedazione in bambini e adulti, spesso è stato usato come analgesico su pazienti giovani se vi era necessità di eseguire pratiche dolorose in pronto soccorso. Durante il parto, la somministrazione di metossiflurano, paragonato al tricloroetilene, produce analgesia significativamente migliore, meno agitazione psicomotoria e solo poco più sonnolenza.
Nel 1968, Robert Wexler di Abbott Laboratories ha sviluppato l'Analgizer, un inalatore usa e getta che ha permesso l'auto-somministrazione di vapori di metossiflurano a fine analgesico. L'Analgizer consiste in un cilindro di polietilene lungo circa 13 centimetri con 2,5 centimetri di diametro e 2,5 centimetri di lunghezza dell'imboccatura. Il dispositivo contiene uno stoppino laminato di feltro di polipropilene, con una capacità di 15 millilitri di metossiflurano. Grazie alla semplicità dell'inalatore e alle caratteristiche farmacologiche del metossiflurano, era facile per i pazienti auto-somministrarsi il farmaco e raggiungere rapidamente un livello consapevole di analgesia, che poteva essere mantenuto ed eventualmente regolato, in un periodo di tempo che durava da pochi minuti a diverse ore. I 15 millilitri di metossiflurano somministrati, tipicamente avevano effetto per circa due o tre ore e il dispositivo poteva essere riempito nuovamente, se necessario. L'inalatore era considerato sicuro, efficace e semplice da amministrare nelle pazienti durante il parto, così come nei pazienti con fratture e lussazioni articolari, per i cambi di medicazione e su pazienti ustionati. Quando viene utilizzato per l'analgesia del parto, l'inalatore permette di progredire normalmente, senza alcun effetto negativo evidente sul punteggio Apgar. Tutti i segni vitali rimangono normali nelle pazienti gravide, nei neonati e nei pazienti feriti. L'Analgizer è stato ampiamente utilizzato per l'analgesia e la sedazione fino all'inizio del 1970, in un modo che prefigurava l'analgesia moderna a pompe antidolorifiche. L'inalatore è stato ritirato nel 1974, ma l'uso di metossiflurano come sedativo e analgesico continua in Australia e Nuova Zelanda, sotto forma di inalatore Penthrox.

## Biodegradazione e tossicità
La prima relazione di nefrotossicità è apparsa nel 1964, quando Paddock e colleghi hanno riportato tre casi di insufficienza renale acuta, due dei quali sono stati trovati ad avere calcio ossalato in cristalli nei tubuli renali, al momento dell'autopsia. Nel 1966 Crandell e colleghi hanno riportato una serie in cui 17 pazienti su 95 (18%) hanno sviluppato un insolito tipo di nefropatia a seguito di operazioni in cui il metossiflurano è stato utilizzato come anestetico generale. Questo particolare tipo di insufficienza renale era caratterizzata da produzione di grandi volumi di urina poco concentrata (con un bilancio idrico negativo), perdita di peso pronunciata, aumento del sodio sierico, di cloruri, di osmolalità e di azoto ureico nel sangue. Le urine di questi pazienti presentavano un peso specifico relativamente fisso e una osmolalità molto simile a quella del siero. La maggior parte dei casi furono risolti nel giro di 2-3 settimane, ma l'evidenza di disfunzione renale si protrasse per più di un anno in 3 di questi 17 casi (18%), e per più di due anni in un caso (6%).
Segnalazioni di gravi e anche mortali epatotossicità legate all'uso di metossiflurano cominciarono ad apparire nel 1966.
Questi rapporti hanno spinto gli anestesisti a sottoporre questo agente ad attività di controllo intensa e sistematica. Uno studio pubblicato nel 1973 da Cousins e Mazze ha dimostrato che, comparato all'alotano, il metossiflurano produce anomalie deleterie nella funzionalità renale. Gli autori hanno dimostrato che la nefrotossicità asintomatica si è verificata a seguito di somministrazione di metossiflurano alla concentrazione minima alveolare per 2,5 o 3 ore (2,5 o 3 ore MAC), mentre la tossicità evidente era presente in tutti i pazienti a dosaggi superiori a cinque ore MAC.
Questo punto di riferimento nello studio ha fornito un modello che sarebbe stato utilizzato per la valutazione della nefrotossicità di anestetici volatili per i prossimi due decenni.
La biodegradazione del metossiflurano ha inizio immediatamente dopo l'esposizione. La tossicità renale ed epatica osservata dopo l'uso dell'anestetico è attribuibile a uno o più metaboliti prodotti da O-demetilazione del metossiflurano. Prodotti significativi di questo processo catabolico includono acido metossifluoroacetico (MFAA), acido dicloroacetico (DCAA), e fluoruro inorganico. La nefrotossicità del metossiflurano è dose-dipendente e irreversibile, derivante da O-demetilazione del metossiflurano in fluoro e acido dicloroacetico.
Questo effetto è così prevedibile e riproducibile che il metossiflurano, ai giorni nostri, serve come modello farmacologico di nefrotossicità fluoro-correlata, al fine di compararne i nuovi farmaci. Non è del tutto chiaro se il fluoro è di per sé tossico o può essere semplicemente un marker per qualche altro metabolita tossico.
La formazione contemporanea di fluoruro inorganico e acido dicloroacetico per biotrasformazione del metossiflurano è unica se comparata con altri anestetici volatili e decisamente più tossica del solo fluoro; ciò potrebbe spiegare perché la formazione di fluoruri dal metossiflurano è associata a nefrotossicità, mentre la formazione di fluoruri da altri anestetici volatili (come enflurano e sevoflurano) non lo è. È stato inoltre segnalato che l'uso concomitante di tetracicline e metossiflurano provoca tossicità renale fatale.
Sulla base dei risultati di questi e di altri studi nei primi anni settanta, l'attuale consenso è che l'uso di metossiflurano dovrebbe essere limitato ai soli soggetti sani, in situazioni in cui esso offre vantaggi specifici, e anche allora, solo a dosaggi inferiori a 2,5 ore MAC. In parte a causa di queste precauzioni, ma anche per lo sviluppo di nuovi anestetici volatili come enflurano, isoflurano, desflurano e sevoflurano, l'uso clinico di metossiflurano come anestetico generale per esseri umani è stato in gran parte abbandonato a metà degli anni settanta.

## Storia
Tutti gli agenti anestetici volatili attualmente in uso sono composti organofluorurati. Escludendo la sintesi del Freon (Thomas Midgley Junior e Charles F. Kettering, 1928) e la scoperta del Teflon (Roy J. Plunkett, 1938),
il campo della chimica degli organofluoruri non aveva suscitato grande attenzione fino al 1940 a causa dell'estrema reattività del fluoro, che doveva essere prodotto in situ per l'uso in reazioni chimiche. Lo sviluppo in questo campo ebbe una forte spinta grazie al progetto Manhattan, durante il quale il fluoro elementare è stato prodotto su scala industriale per la prima volta.
La necessità della sintesi del fluoro nasce dall'esigenza di separare l'isotopo U235 dal U238 poiché il primo, presente nell'uranio naturale a una concentrazione inferiore all'1%, è fissile, mentre il secondo non lo è. I membri del comitato MAUD (Military Application of Uranium Detonation) hanno proposto l'uso di diffusione gassosa per la separazione degli isotopi, in quanto, secondo la legge di Graham il tasso di diffusione è inversamente proporzionale alla massa molecolare. Dopo una lunga ricerca, l'esafluoruro di uranio (UF6) è stato dichiarato essere il composto a base uranio più adatto nell'utilizzo del processo di diffusione gassosa. Il fluoro elementare è necessario nella produzione di UF6.
Ostacoli significativi dovevano essere superati nella gestione di fluoro e UF6; prima della costruzione dell'impianto K-25 (ex impianto di arricchimento dell'uranio del Progetto Manhattan, che ha utilizzato il metodo di diffusione gassosa), è stato necessario sviluppare composti chimici non reattivi che potessero essere utilizzati come rivestimenti, lubrificanti e guarnizioni per le superfici che entravano in contatto con il gas UF6 (sostanza altamente reattiva e corrosiva). William T. Miller, professore di chimica organica presso la Cornell University, è stato cooptato per sviluppare tali materiali, grazie alla sua esperienza in chimica degli organofluoruri. Miller e il suo team hanno sviluppato diversi polimeri non reattivi di clorofluorocarburi, utilizzati in questa applicazione.
Charles Suckling sintetizzò l'alotano nel 1951; è stato il primo agente anestetico a base di organofluoruri a essere introdotto nella pratica clinica nel 1956. Miller e il suo team hanno continuato a sviluppare la chimica degli organofluoruri dopo la fine della seconda guerra mondiale e il metossiflurane fu sintetizzato nel 1948.